# Unité de compte
 (août 2013).
Si vous disposez d'ouvrages ou d'articles de référence ou si vous connaissez des sites web de qualité traitant du thème abordé ici, merci de compléter l'article en donnant les références utiles à sa vérifiabilité et en les liant à la section « Notes et références ».
En économie, une unité de compte est une unité monétaire de référence dans laquelle on mesure la valeur de choses (biens et services, d'actifs, etc.), et notamment des espèces circulantes. Elle remplit la première des trois fonctions principales de la monnaie, qui sont : compter, payer, et servir de réserve de valeur. Dans le monde contemporain, on se sert de billets et de pièces directement libellés en unité de compte (ou ses multiples et sous-multiples), mais pendant la majeure partie de l'Histoire, les agents économiques ont fait leurs comptes dans une monnaie (en Europe, par exemple, on a utilisé à partir de Charlemagne la livre) tout en utilisant, pour faire leurs paiements, des pièces de toutes provenance (sequins, florins, thalers, écus, etc., auxquelles une valeur en livres était donnée), de différents métaux et différents poids. L'unité de compte a généralement une pièce dont la valeur est une unité, mais ce n'est pas une propriété nécessaire.
On parle de calcul économique quand les comptes sont faits a priori et de comptabilité quand ils sont faits a posteriori.

## Histoire de la monnaie
L’humanité a représenté la valeur économique d’un bien ou d’un revenu sous forme abstraite depuis la plus haute antiquité. Le bœuf ou le blé ont été des repères fréquents. Ces repères servaient dans presque toutes les sociétés antiques pour fixer l’étagement des compensations, par exemple pour payer les amendes, répartir les productions, évaluer les rapports de troc, et fixer les rémunérations en nature.
Le faible nombre de produits disponibles et la tradition fixaient le rapport de valeur entre les biens d’une façon presque constante. Il y eut donc dans le passé de nombreuses unités de compte qui n'étaient pas des monnaies circulantes. Ce fut notamment le cas de l'Égypte des Pharaons, de la civilisation aztèque, des formes primitives des sociétés grecques et romaines (la tête de bœuf) ou des formes féodales au haut Moyen Âge après la dislocation de l'Empire romain. Leur organisation sociale hiérarchisée et le caractère primitif des productions permettaient des modes de production, de distribution et d'échange reposant sur la contrainte et limitaient l'échange libre au troc.
Une des monnaies circulantes (il y a généralement plusieurs monnaies qui circulent en même temps : monnaies locales de différents métaux, monnaies étrangères acceptées…) devient naturellement l’unité de compte qui sert à exprimer les prix. Dans un contexte où les biens sont très nombreux et où les prix relatifs peuvent varier fréquemment sur des marchés libres, l’expression monétaire du prix est la plus pratique. Les agents fixent les prix de leurs propres productions en unités monétaires et arbitrent leur consommation en fonction des prix des produits constatés sur les marchés. C'est l'existence des autres monnaies circulantes qui justifie la différence entre la fonction d'unité de compte (assurée par une seule monnaie : la livre tournois par exemple) et les autres fonctions de la monnaie (assurées par toutes les monnaies en circulation : par exemple écu, ducat, florin, doublon, etc.).
Il arrive que des populations persistent à exprimer des prix dans des monnaies qui n'ont plus cours depuis longtemps (le sou, le franc français depuis le passage à l'euro et l'ancien franc avant lui, la guinée dans les magasins de luxe britannique, etc.). Ces exemples anecdotiques montrent l'emprise psychologique forte des monnaies de compte et la rémanence des prix exprimés dans les anciennes monnaies, l’absence de connaissance des prix dans la nouvelle empêchant « de se rendre compte » de l’importance d’un prix ou d’un revenu annoncé, faute d’échelles familières.

## Utilisation dans les contrats financiers
Une unité de compte désigne aussi un support d'investissement (fonds d'actions, fonds obligataire, etc.) sur un contrat d'assurance-vie mono ou surtout multisupport. Dans ce cas le risque est, sauf cas particuliers, porté par l'assuré qui doit en être spécifiquement informé.
Les investissements faits sur un contrat d'assurance-vie étant généralement contractés pour une somme donnée, les unités de compte peuvent être en nombre non entier. Par exemple, un contrat peut contenir 4,4567 parts d'une SICAV.